# Austrolimnophila petasma
Austrolimnophila petasma är en tvåvingeart som beskrevs av Alexander 1961. Austrolimnophila petasma ingår i släktet Austrolimnophila och familjen småharkrankar.
Artens utbredningsområde är Madagaskar. Inga underarter finns listade i Catalogue of Life.